# Konak, Sečanj
Konak (izvirno srbsko Конак; madžarsko Kanak) je naselje v Srbiji, ki upravno spada pod Občino Sečanj; slednja pa je del Srednjebanatskega upravnega okraja.

## Demografija
V naselju živi 781 polnoletnih prebivalcev, pri čemer je njihova povprečna starost 42,1 let (41,8 pri moških in 42,4 pri ženskah). Naselje ima 383 gospodinjstev, pri čemer je povprečno število članov na gospodinjstvo 2,60.
Prebivalstvo je večinoma nehomogeno.
|  |

| Demografija | Demografija     | Demografija     |
| Leto        | Št. prebivalcev | Št. prebivalcev |
| ----------- | --------------- | --------------- |
|             |                 |                 |
|             |                 |                 |
|             |                 |                 |
|             |                 |                 |
| 1948        | 1828            |                 |
| 1953        | 1838            |                 |
| 1961        | 1726            |                 |
| 1971        | 1459            |                 |
| 1981        | 1211            |                 |
| 1991        | 1150            | 1116            |
| 2002        | 1024            | 996             |
|             |                 |                 |

| Etnična sestava po popisu iz leta 2002 | Etnična sestava po popisu iz leta 2002 | Etnična sestava po popisu iz leta 2002 | Etnična sestava po popisu iz leta 2002 | Etnična sestava po popisu iz leta 2002 |
| -------------------------------------- | -------------------------------------- | -------------------------------------- | -------------------------------------- | -------------------------------------- |
| Srbi                                   | Srbi                                   |                                        | 401                                    | 40,26%                                 |
| Madžari                                | Madžari                                |                                        | 371                                    | 37,24%                                 |
| Bolgari                                | Bolgari                                |                                        | 73                                     | 7,32%                                  |
| Jugoslovani                            | Jugoslovani                            |                                        | 27                                     | 2,71%                                  |
| Romi                                   | Romi                                   |                                        | 19                                     | 1,90%                                  |
| Hrvati                                 | Hrvati                                 |                                        | 18                                     | 1,80%                                  |
| Slovaki                                | Slovaki                                |                                        | 10                                     | 1,00%                                  |
| Makedonci                              | Makedonci                              |                                        | 10                                     | 1,00%                                  |
| Romuni                                 | Romuni                                 |                                        | 7                                      | 0,70%                                  |
| Nemci                                  | Nemci                                  |                                        | 4                                      | 0,40%                                  |
| Slovenci                               | Slovenci                               |                                        | 2                                      | 0,20%                                  |
| Črnogorci                              | Črnogorci                              |                                        | 1                                      | 0,10%                                  |
| Neznano                                | Neznano                                |                                        | 0                                      | 0,0%                                   |